# Pyrorchis
Pyrorchis là một chi thực vật có hoa trong họ, Orchidaceae.